# 喜贝隆胎鳚
喜貝隆胎鳚（學名：Emblemaria diphyodontis），為輻鰭魚綱鳚形目煙管鳚科隆胎鳚屬的一種，分布於中西大西洋委內瑞拉外海Cubagua島海域，本魚體延長，頭短鈍，無刺，吻部有2條略粗糙的縱向骨脊，口腔頂部的側面，前面有2排牙齒，後面有1排牙齒，眼上有1條觸鬚，鼻孔有短鬚，無側線、無鱗片，背鰭硬棘20-22枚、背鰭軟條13-15枚，雄魚背鰭前端隆起呈帆狀，第1棘最長，臀鰭硬棘2枚、臀鰭軟條22-24枚，體亮黃棕色至綠棕色，頭部兩側和身體前部有許多黑點，後面的黑點較少，身體有時有深色條紋，上背部有奶油色的鞍狀斑，雌魚背鰭前部呈灰色至綠色，有斜條紋，鰭後部呈透明至黃色，沿鰭基有圓點，臀鰭灰褐色，前半部顏色較深，胸鰭和尾鰭透明，繁殖期的雄魚顏色較深，嘴和下巴周圍有藍色條紋，臀鰭基部有藍白色斑點，背鰭中央和後部有數排藍色斑點，體長可達7公分，棲息在水淺的利石底質水域，通常躲在空的貝殼中，以浮游動物為食，雌魚產附著性卵，由雄魚守護魚卵，生活習性不明。